# Mediodactylus brachykolon
Espèce
Synonymes
- Cyrtopodion brachykolon Krysko, Rehman & Auffenberg, 2007

Mediodactylus brachykolon est une espèce de geckos de la famille des Gekkonidae.

## Répartition
Cette espèce est endémique du Khyber Pakhtunkhwa au Pakistan. 

## Publication originale
- Krysko, Rehman & Auffenberg, 2007 : A new species of Cyrtopodion (Gekkonidae: Gekkoninae) from Pakistan. Herpetologica, vol. 63, no 1, p. 100-113 (texte intégral).